# Uznach
Uznach je obec na východě Švýcarska v kantonu St. Gallen. Žije zde přibližně 6 400 obyvatel.

## Geografie
Uznach se nachází na okraji nížiny řeky Linth nedaleko Curyšského jezera. Steinenbach je přírodní rezervace nadregionálního významu.
Sousedními obcemi jsou Schmerikon, Eschenbach, Gommiswald, Kaltbrunn, Benken (všechny v kantonu St. Gallen) a Tuggen v kantonu Schwyz.

## Historie

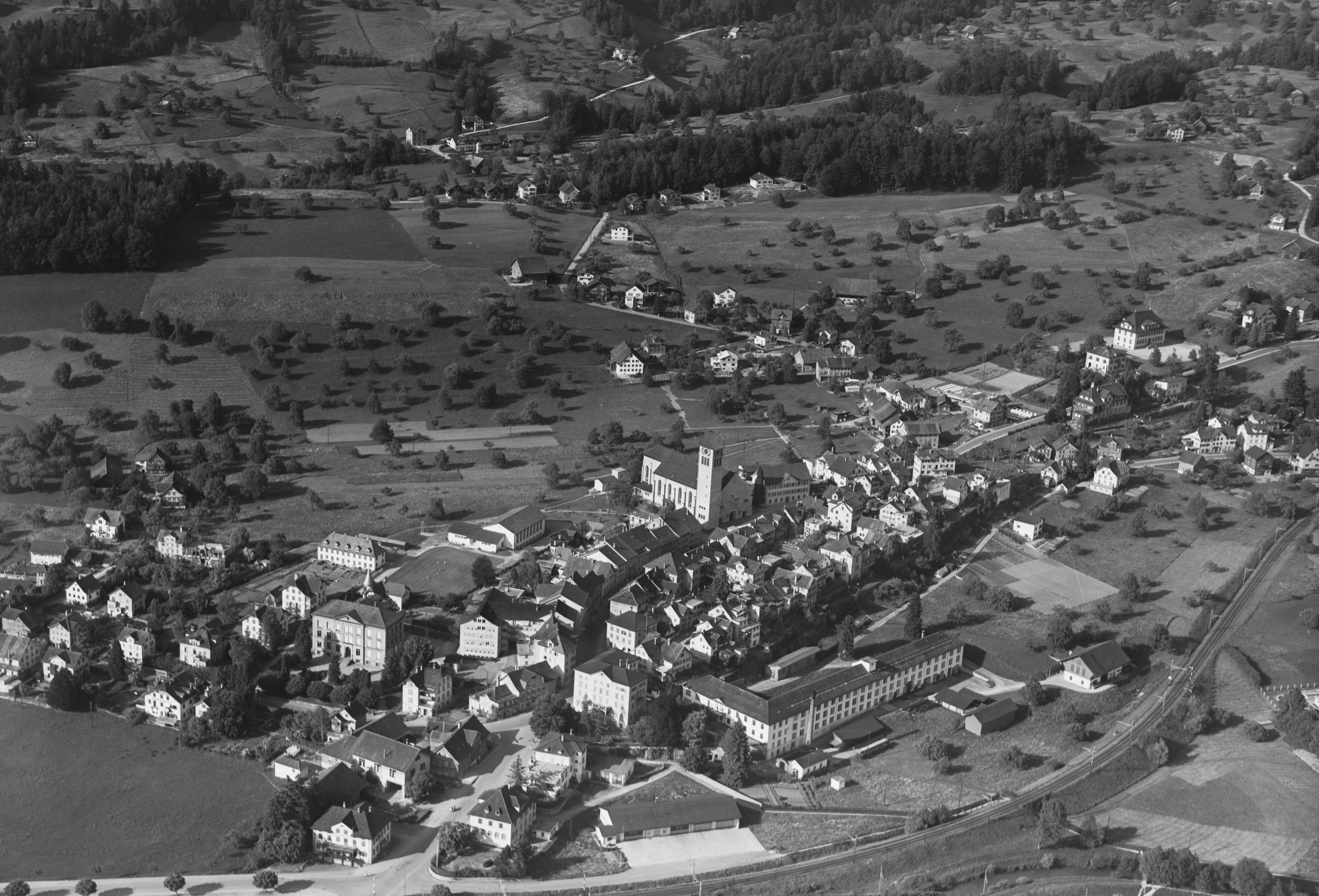
Letecký pohled (1953)

První zmínka o Uznachu pochází z roku 741 pod názvem Uzinaa v daru šlechtičny z kláštera Benken klášteru St. Gallen. Později je zmiňován také jako Uzinaha i Uzzinriuda.
Koncem 12. století byla vesnice převedena z kláštera St. Gallen na hrabata z Toggenburgu. V letech 1180–1195 se Diethelm VI. oženil s Gutou z Rapperswilu a jako věno obdržel hrabství Uznach a růži z erbu Rapperswilu. Ze svého hradu v Uznachu přepadávali Toggenburgové obchodní karavany z Curychu až do roku 1268, kdy hrad dobyl a zničil Rudolf I. Habsburský.
Po vymření rodu Toggenburgů v roce 1436 vypukla válka o jejich dědictví mezi kantonem Curych a dalšími sedmi kantony Staré švýcarské konfederace. Válka trvala od roku 1436 do roku 1450 a skončila tím, že Curych byl opět připojen ke konfederaci.
V roce 1529 byl v Uznachu švýcarskými vojsky zatčen reformní kazatel. To vedlo k vypuknutí první kappelské války. O dva roky později vypukla Druhá kappelská válka a Uznach byl opět napaden Curychem.

## Obyvatelstvo

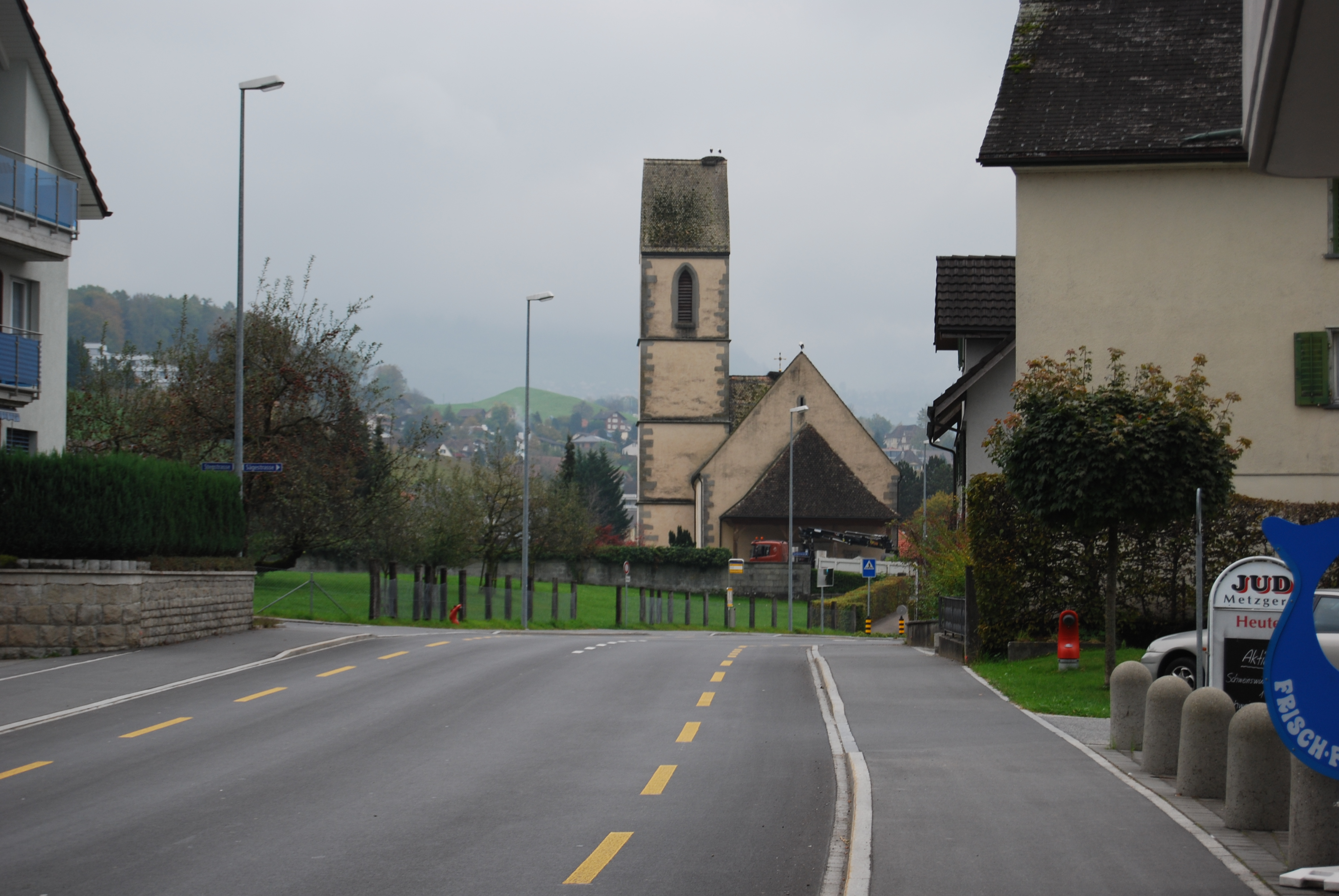
Reformovaný kostel

V roce 2007 tvořili cizinci přibližně 26,2 % obyvatelstva. Z celkového počtu cizinců (k roku 2000) pochází 58 osob z Německa, 275 osob z Itálie, 642 osob z bývalé Jugoslávie, 12 osob z Rakouska, 116 osob z Turecka a 305 osob z jiné země. Většina obyvatel k roku 2000 hovořila německy (83,6 %), druhou nejčastější řečí byla albánština (3,8 %) a třetí italština (3,3 %).

## Hospodářství
V Uznachu zaměstnává asi 300 firem přibližně 3000 lidí. Mezi ně patří centrální sklad velkoobchodníka s obuví Karl Vögele AG, nákupní centrum Linth-Park, rozvodna Nordostschweizerische Kraftwerke v Grynau a banka Linth LLB.

## Doprava

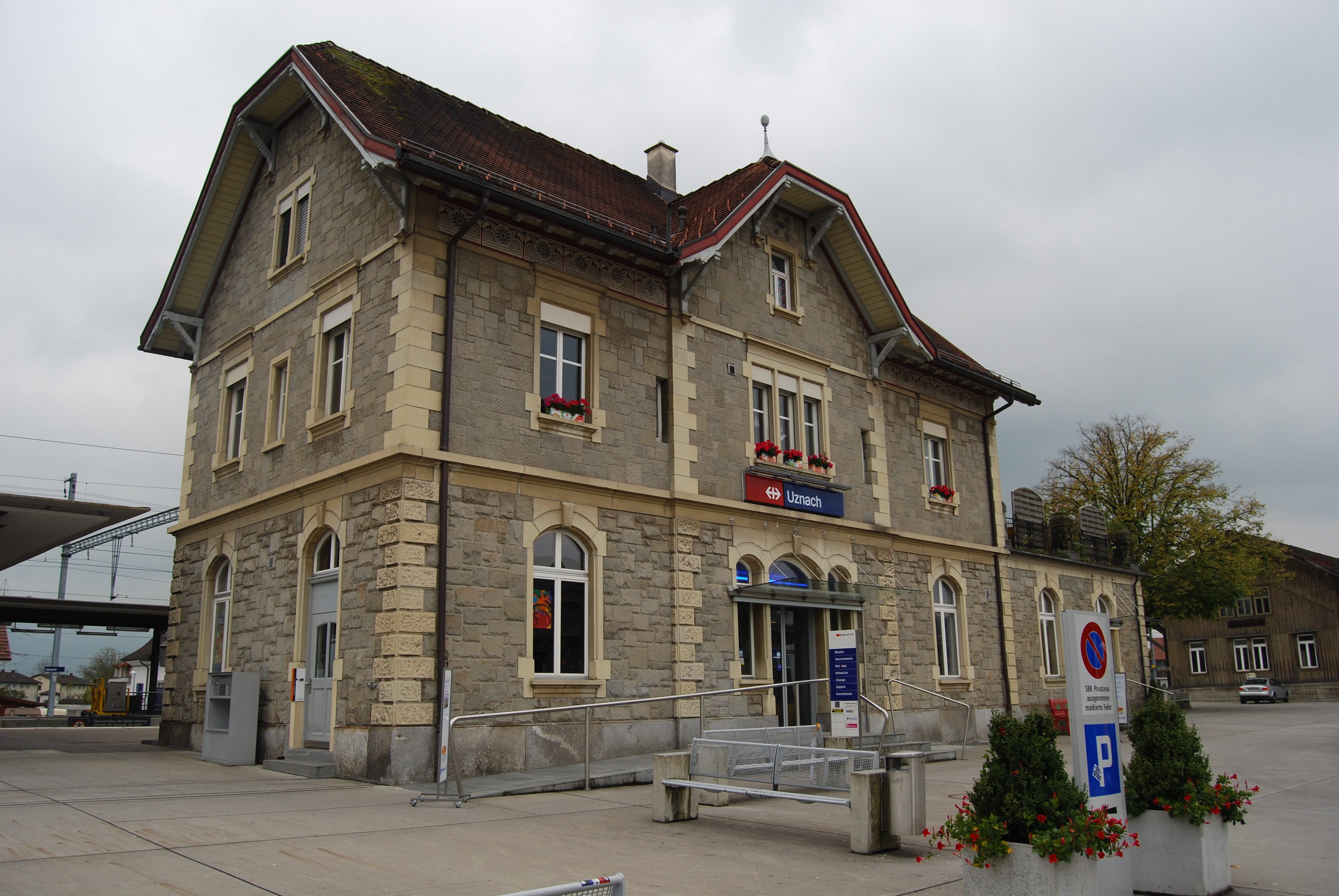
Železniční stanice

Uznach je regionálním železničním uzlem. Z Rapperswilu odbočují železniční tratě směrem na Wattwil-St. Gallen-Romanshorn a Ziegelbrücke-Glarus-Linthal. Do Uznachu jezdí Voralpen-Express, příměstské linky S-Bahn St. Gallen a různé linky Postbus. Mezi Uznachem a Schmerikonem vede dálnice A15, která se v Reichenburgu napojuje na dálnici A3. Protože centrem Uznachu denně projede až 19 000 vozidel, plánuje kantonální stavební úřad regionální spojovací silnici k dálnici A15.